# Датуми од покрајинског значаја у Војводини
Датуми од покрајинског значаја у Војводини су датуми који се у Републици Србији обележавају на подручју Аутономне Покрајине Војводине, на основу одлуке од 19. јуна 2018. године, која је донета од стране Скупштине АП Војводине.
Према поменутој одлуци (члан 1.) датуми од покрајинског значаја су:
- 15. мај, као дан када је 1848. године одржана Мајска скупштина у Сремским Карловцима, на којој је проглашено стварање Српске Војводине.
- 25. новембар, као дан када је 1918. године Велика народна скупштина у Новом Саду прогласила присаједињење Баната, Бачке и Барање Краљевини Србији.
- 10. децембар, као дан када је 1948. године донета Универзална декларација о људским правима, што се обележава као Међународни дан људских права.

## Јавна расправа
Питање о нормирању посебних датума од покрајинског значаја у Војводини покретано је у више наврата током претходних година, првенствено од стране Лиге социјалдемократа Војводине и других странака које се залажу за изградњу специфичног војвођанског идентитета.
Независно од таквих иницијатива, покрајинске власти су почетком 2018. године одлучиле да приступе разматрању поменутих питања. Тим поводом је израђен нацрт посебне одлуке, која је предвиђала да се 25. новембар обележава као Дан Војводине, док су као додатни датуми од покрајинског значаја предложени 15. мај и 10. децембар. Нацрт одлуке је у марту поменуте године упућен на јавну расправу.
Током јавне расправе, у делу стручне јавности појавиле су се недоумице поводом појединих правних питања, тако да су покрајинске власти одлучиле да одустану од установљавања посебног Дана Војводине, определивши се за алтернативну формулацију, која је предвиђала обележавање датума под покрајинског значаја. Председник покрајинске владе Игор Мировић је тим поводом нагласио да се од првобитног концепта одустало у циљу превазилажења правних недоумица и избегавања евентуалних проблема пред надлежним судовима.

## Усвајање одлуке
Полазећи од резултата јавне расправе, покрајинске власти су средином јуна 2018. године формулисале предлог одлуке о датумима од покрајинског значаја у Војводини. Предлог је од стране покрајинске владе био упућен покрајинској скупштини, која је о предлогу расправљала на заседању одржаном 19. јуна 2018. године. Током расправе, до изражаја су дошле разлике између представника појединих странака. Пошто амандмани које су поднели посланици из редова Лиге социјалдемократа Војводине нису прихваћени, одлука је усвојена у облику који је предложила покрајинска влада. За усвајање одлуке гласало је 73 посланика, док је 23 било против.

## Однос према празницима националних мањина
Првобитни нацрт одлуке о датумима од покрајинског значаја, који је припремљен у марту 2018. године, није задирао у питање о празницима националних мањина, које је било уређено посебним законом, тако да се предлагач задржао на констатовању те чињенице, баз даљег нормирања у поменутој области. Сходно томе, члан 4. првобитног нацрта одлуке је гласио: "Националне мањине – националне заједнице које живе на територији Аутономне Покрајине Војводине своје празнике утврђују и обележавају у складу са одредбама закона којим се уређује заштита права и слобода националних мањина".
Међутим, након јавне расправе, предлагач је одлучио да у одређеним појединостима измени и допуни првобитни нацрт, тако да су у предлог одлуке, који је упућен у скупштинску процедуру, укључене и додатне одредбе по којима се међу датуме од покрајинског значаја убрајају и празници појединих националних мањина: мађарске, словачке, хрватске, румунске и русинске. Према образложењу предлагача, избор националних мањина извршен је на основу Статута Војводине, који је помињао и остале мањине, али је у свом 24. члану прописивао да језици поменутих пет мањина имају статус службених језика у покрајини.
Пошто су датуми мањинских празника били утврђени раније, од стране надлежних органа (мањински национални савети и државни Савет за националне мањине), покрајинске власти се нису упуштале у преиспитивање поменутих датума, који су у предлог одлуке унети према затеченом стању. Међутим, пошто су поједине мањине имале више званично признатих празничних датума, предлагач је одлучио да изврши селекцију, тако да је у текст предлога унет по један датум за сваку мањину, а томе су придодата и посебна тумачења симболике поменутих празника, чиме се зашло у област нормирања. Поменута тумачења су садржала разне квалификације које нису биле засноване на званичним одлукама надлежног државног органа (Савет за националне мањине), чиме је постављена основа за настанак правних недоумица, пошто законске одредбе нису предвиђале улогу покрајинских власти у процесу утврђивања датума и симболике мањинских празника. Тако је, на пример, одлука државног Савета за националне мањине од 23. децембра 2005. године садржала одредбу којом се чак три датума потврђују као празници мађарске националне мањине у Србији, укључујући и "20. август, Дан Светог Стевана", док је у предлог покрајинских власти из јуна 2018. године унет само један од тих датума, уз посебно тумачење, које је гласило: "20. август - празник мађарске националне мањине-националне заједнице, дан када је краљ државотворац Св. Иштван проглашен за свеца".
Током скупштинске расправе, која је одржана 19. јуна 2018. године, спорна питања о мањинским празницима изазвала су посебну пажњу посланика, а у склопу расправе је покренуто и питање о селективном односу предлагача према националним мањинама, уз указивање на чињеницу да предлогом одлуке нису били обухваћени празници свих, већ само појединих мањина.
Пошто примедбе нису уважене, одлука је усвојена у предложеном облику.
Због ранијих проблема, који су настали управо због неправилне употребе назива и симболике појединих мањинских празника, законодавац је 20. јуна 2018. године прописао да ће се казнити свако правно лице које "за празник националне мањине службено, односно јавно користи назив празника који није потврђен од стране Савета за националне мањине и објављен у Службеном гласнику Републике Србије" (члан 22б. Закона о заштити права и слобода националних мањина).

## Поступак пред Уставним судом
Сматрајући да су покрајинске власти доношењем поменуте одлуке прекорачиле оквире својих уставних и законских овлашћења, Српска радикална странка је крајем 2018. године пред Уставним судом Србије покренула иницијативу за покретање поступка за оцену уставности поменуте одлуке. Размотривши то питање, надлежно веће Уставног суда је 5. децембра 2019. године закључило да разлози које је СРС навела у својој иницијативи нису довољни за покретање поступка за оцену уставности.